# Звичайні підозрювані
«Звичайні підозрювані» (англ. The Usual Suspects) — американський неонуарний детективний трилер 1995 року, знятий кінорежисером Браяном Сінгером. Одна з найбільш стилетворних фільмів 1990-х років, стрічка була включена Американським кіноінститутом до десятки найвизначніших і найвидатніших детективів за всю історію Голлівуду. На 19 серпня 2025 року фільм займав 47-ту позицію у списку 250 найкращих фільмів за версією IMDb.

## Про фільм
Головною фігурою у фільмі є геніальний злочинець, диявол у плоті Кайзер Соза. Це ім'я вголос бояться вимовляти навіть найвідчайдушніші головорізи. Він створив собі ім'я в злочинному світі. За цією страшною людиною тягнеться кривавий слід з Туреччини й по всьому світу. Великий комбінатор кримінального світу Кайзер Соза змушує п'ятьох найдосвідченіших гангстерів-професіоналів працювати на себе.

## У ролях
- Гебріел Бірн — Дін Кітон
- Чез Палмінтері — Дейв К'юджан, спеціальний митний агент США
- Стівен Болдвін — Майкл Макманус
- Кевін Поллак — Тод Гокні
- Бенісіо дель Торо — Фред Фенстер
- Піт Поселтвейт — містер Кобаясі
- Кевін Спейсі — Роджер «Базіка» Кінт
- Сьюзі Ейміс — Еді Фіннеран
- Джанкарло Еспозіто — Джек Баер, спеціальний агент ФБР
- Ден Гедая — Сержант Джефрі «Джеф» Рабін
- Пітер Грін — Редфут

## Нагороди та номінації
- Оскар, 1996 рік: Переможець (2):

- Найкраща чоловіча роль другого плану (Кевін Спейсі)
- Найкращий сценарій

- Золотий глобус, 1996 рік: Номінації (1):

- Найкраща чоловіча роль другого плану (Кевін Спейсі)

- Британська академія, 1996 рік: Переможець (3):

- Найкращий фільм
- Найкращий оригінальний сценарій
- Найкращий монтаж

- Сезар, 1996 рік: Номінації (1):

- Найкращий фільм іноземною мовою

## Виноски
1. ↑  Також відомий під назвою «Підозрілі особи»